# Jimi Mbaye
Mamadou „Jimi“ Mbaye (* 2. Oktober 1957, Dakar, Französisch-Westafrika; gest. 12. Februar 2025) war ein senegalesischer Gitarrist, der vor allem durch seine Zusammenarbeit mit Youssou N’Dour bekannt wurde. Mbaye entwickelte einen einzigartigen senegalesischen Gitarrenstil, bei dem er seiner Fender Stratocaster einen Klang verlieh, der an lokale Instrumente wie die Kora oder die Xalam erinnerte.

## Leben
Mamadou Mbaye wurde am 2. Oktober 1957 in Dakar, Französisch-Senegal, geboren. Er stammte aus einer Guewel-Familie (Griot) geboren. Er war der Enkel von Oumy Seck und Djiby Salif Seck, Nachkommen von Matakou und Massata Seck.
Sein Vater, ein sehr frommer Mann, war dagegen, dass seine Kinder Musik machten. Mit zehn Jahren baute sich Mbaye aber seine erste Gitarre aus Angelschnur und Benzinkanistern. Mit zwanzig hatte er genug Geld zusammengekratzt, um sich eine gebrauchte Fender Stratocaster zu kaufen. Mbaye war ebenso entschlossen, eine Gitarre zu besitzen, wie in der wettbewerbsorientierten Musikszene von Dakar Erfolg zu haben. Schon früh lernte er Youssou N’Dour kennen, und gemeinsam wurden sie zu aufstrebenden Stars der senegalesischen Clubszene und spielten Mbalax. 1981 gründeten sie gemeinsam die Band „Super Étoile“ und waren seitdem musikalisch unzertrennlich.
Jimi Mbaye starb am 12. Februar 2025 im Alter von 67 Jahren.

## Stil
Mbaye unterschied sich durch seinen einzigartigen Stil von anderen Gitarristen. Youssou N’Dour sagte: „Niemand spielt Gitarre wie Jimi Mbaye. Sein Spielstil ist einzigartig“ („No one, no one plays guitar like Jimi Mbaye. His playing style is unique“). Mbaye gelang es, die traditionellen afrikanischen Klänge von Xalam (Ngoni) und Kora auf seine elektrische Fender Stratocaster zu übertragen. Carlos Santana und Mbaye lernten sich während einer Tournee in Los Angeles kennen, wo Carlos zugab: „Jimi ist ein ganz besonderer und unglaublicher Gitarrist“ („Jimi is a very special and incredible guitarist“).

## Alben
Mbaye veröffentlichte drei Soloalben: „Dakar Heart“, „Yaye Digalma“ und „Khare Dounya“. Das letzte wurde in Jimis eigenem Studio Dogo aufgenommen, wo er auch andere Künstler produzierte.

## Spätere Werke
Mbaye nahm mit N’Dour sechs erfolgreiche Majorlabel-Alben auf, bevor er sich eine Auszeit nahm, um sein eigenes Soloalbum „Dakar Heart“ aufzunehmen, das 1997 erschien. „Dakar Heart“ wurde in N’Dours Studio Xippi aufgenommen und präsentiert N’Dours Band „Super Étoile“. Mbaye war ein wesentlicher Bestandteil von Youssous Band „Super Étoile“. Oft reiste Youssou nur mit Mbaye als Akustikgitarrenbegleiter ins Ausland, wie beispielsweise im Juni 1998 für Auftritte in Paris als Gast des brasilianischen Künstlers Gilberto Gil im Olympia-Theater.
Mbaye war ab 1979 Mitglied der Band Super Étoile und einer der einflussreichsten Gitarristen Senegals. Er wird teils mit Jimi Hendrix und Robert Johnson verglichen und schuf eine einzigartige Mischung aus traditioneller senegalesischer Roots-Musik und amerikanischem Pop und Rhythm and Blues. Als Mbaye 1997 sein Soloalbum „Dakar Heart“ aufnahm, präsentierte er sein einfallsreiches, von der Kora abgeleitetes Gitarrenspiel und seinen Gesang auf Wolof, Englisch und Französisch. Billboard bezeichnete ihn als „ein außergewöhnliches Welttalent“ („a prodigious world talent“), während Rhythm ihn als „einen der aufregendsten Musiker Senegals“ („one of Senegal’s most exciting musicians“) bezeichnete.

## Kooperationen
Das dritte Album mit dem Titel „Khare Dounya“ wurde 2012 veröffentlicht. Der Name bedeutet „Kampf ums Leben“. Das Album wurde mit der Band „Group Dogo“ aufgenommen. Mit dieser Band begann er durch Senegal und die westafrikanische Region zu touren.
Seit er sein eigenes Atelier hatte, arbeitete Mbaye oft mit vielen Künstlern aus Afrika und dem Rest der Welt zusammen. Das Album „Daxaar“ entstand in Zusammenarbeit mit dem Jazz-Schlagzeuger Steve Reid. Bei Auftritten probte er mit anderen Künstlern und schuf neue Songs, welche die Kollegen später aufnehmen konnten, um ihre eigene Karriere voranzutreiben.
2017 spielte in Bercy zusammen mit Habib Faye.

## Tod
Jimi Mbaye verstarb am 12. Februar 2025 im Alter von 67 Jahren an einer Krankheit, die ihn schon über längere Zeit geschwächt hatte.